# Вилијам Девејн
Вилијам Џозеф Девејн (енгл. William Joseph Devane; Олбани, Њујорк; рођен, 5. септембра 1939), амерички је филмски, телевизијски и позоришни глумац, познат по улози Грега Самнера у сапуници Knots Landing (1983–1993) и Џејмса Хелера у Фоксовој драмској серији 24 (2005–2007), иначе улога коју је репризирао у „24: живи још један дан“ (2014). Познат је и по споредним улогама у филмовима као што су Коцкар и блудница (енгл. McCabe and Mrs. Miller, 1971), Породична завера (енгл. Family Plot, 1976), Маратонац (енгл. Marathon Man, 1976), Ослобођени гнев (енгл. Rolling Thunder, 1977), Јенки (енгл. Yanks, 1979), Путник кроз време (енгл. Timestalkers, 1987), Наплата дуга (енгл. Payback, 1999), Невидљиви човек (енгл. Hollow Man, 2000), Свемирски каубоји (енгл. Space Cowboys, 2000) и Међузвездани (енгл. Interstellar, 2014). За улогу у серији Knots Landing номинован је за Златни глобус 1987. године.